# 布莱斯·德·蒙吕克

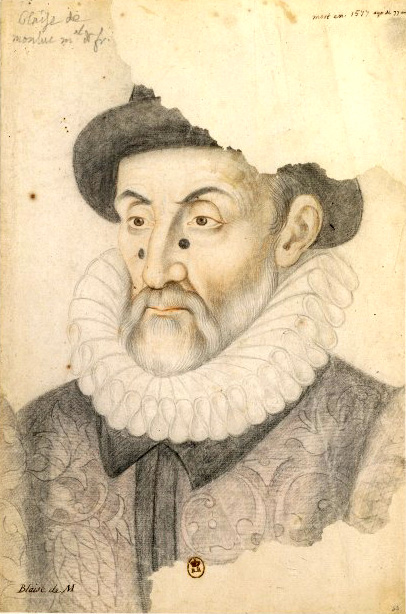
布莱斯·德·蒙吕克像

布莱斯·德·拉森朗-马森康，蒙吕克诸侯（Blaise de Lasseran-Massencôme, seigneur de Montluc 或 Monluc，1502年—1577年）法国元帅。以其卓越的军事技巧和所著自传体回忆战争经历《评述集》（1592年）为人所知。在军事上他主张使用步兵（特别是火药枪手）机动作战以对付骑兵。
1521-1522年在義大利北部作戰。1525年法國國王弗朗索瓦一世在帕維亞戰敗時，他同國王在一起。1536年，他在解馬賽之圍時起了出色的作用。1544年在義大利切雷索萊戰役獲得大捷，主要是他的功勞。1548年，他成為皮埃蒙特的蒙卡列里(Moncalieri)總督，此后十年一直呆在意大利。当1562年法国宗教战争爆发时蒙吕克坚持保皇，拥护信奉天主教的吉斯家族的吉耶讷为国王，在西南部的天主教贵族联盟中，他成为一支强大的力量。1574年亨利三世授于他法国元帅头衔。他死于阿根(Agen)附近埃斯蒂拉克(Estillac)。